# Scum (album)
Scum – pierwszy studyjny album zespołu Napalm Death wydany w 1987 roku. Utwór "You Suffer" został zapisany w księdze rekordów Guinnessa jako najkrótszy utwór.

## Lista utworów

### Strona A
1. "Multinational Corporations" (Bullen) – 1:06
2. "Instinct of Survival" (Broadrick / Bullen) – 2:26
3. "The Kill" (Broadrick / Bullen) – 0:23
4. "Scum" (Broadrick / Bullen) – 2:38
5. "Caught... In a Dream" (Broadrick / Ratledge / Bullen) – 1:47
6. "Polluted Minds" (Broadrick) – 0:58
7. "Sacrificed" (Bullen) – 1:06
8. "Siege of Power" (Bullen) – 3:59
9. "Control" (Broadrick / Bullen) – 1:23
10. "Born on Your Knees" (Broadrick / Bullen) – 1:48
11. "Human Garbage" (Broadrick / Bullen)  – 1:32
12. "You Suffer" (Broadrick / Bullen) – 1.316 s (w odtwarzaczu CD wskazuje czas 5 s)

### Strona B
1. "Life?" – 0:43
2. "Prison without Walls" – 0:38
3. "Point of No Return" – 0:35
4. "Negative Approach" – 0:32
5. "Success?" – 1:09
6. "Deceiver" – 0:29
7. "C.S." – 1:14
8. "Parasites" – 0:23
9. "Pseudo Youth" – 0:42
10. "Divine Death" – 1:21
11. "As the Machine Rolls On" – 0:42
12. "Common Enemy" – 0:16
13. "Moral Crusade" – 1:32
14. "Stigmatized" – 1:03
15. "M.A.D." – 1:34
16. "Dragnet" – 1:01

## Twórcy
| - Nicholas Bullen – śpiew, gitara basowa - Justin Broadrick – śpiew, gitara elektryczna - Mick Harris – perkusja - Lee Dorrian – śpiew - Jim Whitely – gitara basowa - Bill Steer – gitara elektryczna - Jeff Walker - kierownictwo artystyczne |